# Furkan Korkmaz
Furkan Korkmaz (ur. 24 lipca 1997 w Bakırköy) – turecki koszykarz, występujący na pozycjach rzucającego obrońcy lub niskiego skrzydłowego, obecnie zawodnik Philadelphia 76ers.

## Osiągnięcia
Stan na 9 sierpnia 2017, na podstawie, o ile nie zaznaczono inaczej.

### Drużynowe
- Wicemistrz:
  - Ligi Mistrzów (2017)
  - Turcji (2015, 2016)
- Zdobywca:
  - pucharu Turcji (2015, 2017)
  - Superpucharu Turcji (2015)

### Indywidualne
- Najlepszy Młody Zawodnik Ligi Mistrzów FIBA (2017)
- Uczestnik meczu gwiazd tureckiej ligi BSL (2015–2017)
- Zwycięzca konkursu wsadów tureckiej ligi BSL (2016)

### Reprezentacja
Seniorów
- Uczestnik:
  - mistrzostw Europy (2015 – 14. miejsce)
  - eliminacji do igrzysk olimpijskich (2016 – 4. miejsce)

Młodzieżowe
- Mistrz Europy U–18 (2014)
- Wicemistrz Europy U–18 (2015)
- Brązowy medalista mistrzostw świata U–19 (2015)
- Uczestnik:
  - mistrzostw Europy:
    - U–20 (2017 – 9. miejsce)
    - U–16 (2013 – 6. miejsce)

  - turnieju Alberta Schweitzera (2014 – 4. miejsce)
- Zaliczony do I składu mistrzostw:
  - świata U–19 (2015)
  - Europy U–18 (2015)
- Lider:
  - strzelców mistrzostw Europy U–16 (2013)
  - Eurobasketu U-18 w przechwytach (2015)